# 魔獣王
『魔獣王』（まじゅうおう）は、KSSより1995年8月25日に発売されたスーパーファミコン用アクションゲーム。カネコに所属していた古橋秀幸や杉本尚志らによって制作された。

## 概要
2Dの横スクロールアクションゲームである。グロテスクかつ過激な表現が多いのが特徴であり、難易度は非常に高い。エンディングは2つある。半透明処理をつかった演出、画像の回転、拡大圧縮を応用した敵の演出もある。一部にボイスも使われている。タイトル画面でセレクトボタンを15回押すと、オプションでステージ選択できる。
中古市場ではプレミアム価格で取引されており、箱付きで10万円、カセットのみでも2 - 3万円で取引された実績もある。2018年にTV番組『ゲームセンターCX』の「有野の挑戦」で使用された際は、64,800円という高値で販売されていたため、中古ゲームショップ「スーパーポテト」の好意で借用の上プレイした。
権利はSoftgarage（またはその関連会社）に移り、2018年4月下旬に同社のライセンスを受けて、コロンバスサークルよりカセット形式で再発売された。これに伴い、タイトル画面のコピーライト表記もKSSからSoftgarageになっている。定価は6,998円。

## 登場人物

### 主人公とその仲間たち
アベル
本作の主人公。「キングオブストリートファイター」の称号を持つ。拳銃を手に、攫われた娘イリアを救うべく敵地へ赴く。その先々でこの世の物とは思えない怪異に遭遇していく。
マリア
アベルの妻。魔王の生贄として攫われ、殺されてしまう。亡き後も、娘のイリアを救うべく、妖精の姿となってアベルのサポートにあたる。
イリア
アベルの娘。ベイヤーにマリアと共に誘拐される。彼女を助け出す事が、この物語の目的である。
エリア
イリアが飼っている猫。イリアらと共に攫われており、これが終盤の伏線となっている。

### 魔王とその手先
魔王
ベイヤーの手で復活を遂げた魔獣たちの王。その魔力をもって本拠である魔界を地上に現出させており、現在の世界は現実と幻想が入り混じった奇怪な光景となっている。笑い声にボイスが用意されているが、笑い方は「ヒエッヘッヘッヘ」。
ベイヤー
アベルの大親友だったらしいが、その実は悪魔を崇める狂信者である。魔王復活の生贄として、マリアとイリアを誘拐した。今は悪魔に魂を売り渡し、鳥のような異形の魔獣となり、もはや内面、外見とも人間としての原型を全く留めていない。ゲーム開始時に登場し、アベルを嘲笑うと共に、その牙を剥く。
アークデーモン
魔王の腹心にして、魔界の中枢へと通じる炎の回廊の守護者。呼称の設定がある数少ない敵の一人ではあるが、特に個体名は持たないようである。マニュアルには「その力は魔王をも凌ぐと言われる」と記述があり、攻撃力・機動力・回避のタイミングのシビアさ、どれを取っても本当に魔王より強い。

## システム
スクロール方式
横スクロールのアクションゲームである。ごく一部に上下に行く場所もあるが、画面は切り替えになる。
ライフ
ライフはゲージで表示されている。ライフ制と残機制が採用されておりライフが尽きると残機が1つ減り、中継地点からの再開になる、さらに残機が尽きるとゲームオーバーになるが、コンティニューでステージの最初から再開できる。コンティニュー回数は無制限であるがマリアは復帰しない。
アベルのライフとボスのライフの違い
アベルはダメージごとに無敵時間が発生し連続では食らわない、それに対しボスは銃の連射やチャージのコンボで削られて行く仕様である。
スコア
倒した敵に応じて加算される。スコアが一定の値を超える毎にHPの上限が上がる仕様。
制限時間
本作では制限時間が採用されている。0になるとアウトになる。ステージを戻る事も出来るが倒した敵は復活しない。中ボスなどを倒すと、加算される。
アクション
通常攻撃
アベルの初期装備は銃である。弾数は無制限。ただし真横にしか撃てない、歩きながら武器を撃つと立ち止まるといった弱点がある（ジャンプ中などの状態なら立ち止まりはない）。アベルの攻撃の中で射程、連射力ともに最高であるが威力は低め。
しゃがむ
下キーでしゃがむ。アイテムを取ったり、敵の攻撃を回避したり出来る、しゃがみ撃ちも可能。変身した後は、一部の敵を食べる事もできる。
チャージ
攻撃ボタンを押し続けるとチャージが溜まっていく。ゲージで表示されていて、MAX状態になるとゲージがバチバチ光る。この状態でボタンを放すとチャージ攻撃が可能。アベルがダメージをくらう、ボタンを離すとキャンセルされる。（ただし、前転中に離した場合はこの限りではない、つまり、チャージをしながら妖精を突撃させる事も可能）チャージする音は無い仕様になっている。
前転
下＋ジャンプで行う。素早い移動ができる。軌道修正は不可。また、敵の攻撃にはこれで無効になるものも。
2段ジャンプ
ジャンプ中にもう一度ジャンプが可能。
ふみつけ
ジャンプ中に下で行う。地面の敵を攻撃できる。
妖精
アベルの亡き妻マリアの化身であり、アベルの手助けをする。敵を体当たりで攻撃したり、攻撃ボタンで突撃の指示も可能。妖精自体は完全に無敵であり、アベルが力尽きた時に命を託す（HPを全回復してくれて、消滅する）。落下、時間切れなどの一撃死はこの限りではない。そして、消滅した妖精を復活させるアイテムはわずかに登場するのみで一度失うと立て直しは困難である。コンティニューしても妖精は復帰しない。
魔獣変化
ボスを倒すと、『呪いのクリスタル』が出現。赤→青→緑の順にゆっくり変化していく。入手すると色に応じて違う魔物に変身する。同じ色だけで行くと強化形態にもなれるが、変化を拒否する選択も可能。変身すると一部の敵を食べてHPの回復も出来るようになる。なお、食べている間は無敵である。ゲームオーバーになっても変身は解けたりしない。3つのフォームに変身すると、第4のフォームが出現し、この状態で最終ボスを倒すと真のエンディングが出現する。
LEVEL項目
デフォルトはNORMALだが、HARDも用意されていて、選択すると、敵の攻撃がより苛烈になったり回復アイテムも下位に置き換わっているなど、ただでさえ高い難易度が跳ね上がる仕様である。

## アイテム
アベルの進むステージに配置されている。隠しアイテムも用意されている。
青い玉
頻繁に登場、HPを若干回復する。スコアは加算されない。
赤い玉
画面の敵を一掃する、それに応じたスコアも入る。
緑の妖精
失ったマリアを復帰させる貴重な存在。マリアがいる場合は、敵全滅＋HP全快の効果になる。HARDモードでは最初のイベント以外、全く登場しないので、一度失った妖精は二度と復帰しない事になる。

## ステージ
ステージは0から6まで用意されている。ステージ間には集計などは無く、ほぼ連続している。魔獣形態の更新を除けば、HP回復や、失った妖精の復帰などはない。
ステージ0：vsベイヤー
魔獣と化したベイヤーが現れ、魔王の復活を告げる。アベルの長い戦いが始まる。
ステージ1：地獄の入口
魔界へ通じる地下道。この世のものとは思えない異形の魔獣たちが行く手を阻む。途中で下層の水牢へ落とされ、動力が生きているエレベーターを発見し、上層に戻る事になる。中ボスとしてモンゴリアン・デス・ワームのような生物、人面蜘蛛が現れる。ステージボスは、女性の上半身と巨大な鰓、獣の脚を生やし、単眼と裂けた口を持つ、皺だらけの肉の球。
ステージ2：廃都の森
異常に巨大化した植物群に飲み込まれ、異形の森と化したビル街。起伏に富んだ地形や、致命的な棘や穴などが顔を見せ始める。敵として魔界の植物や昆虫、中ボスとして巨大なオパビニア、レーザーを放つ巨大眼球が現れる。ステージボスは巨大な花。人型をした雌蕊が弱点で、巨体を使った押し潰しや、雌蕊からのレーザーで攻撃してくる。HARDでは人面植物の撃って来る弾が3方向に増加。
ステージ3：鬼の列車
広大な墓場の原野を疾走する鬼の列車に乗り込む。人間奴隷を魔界城に運ぶ鉄道であり、列車の連結部から地面に落ちると即死する。列車の防衛機構や空挺部隊が敵となる。中ボスは髑髏カマキリ巨人、獣人拷問吏など。ステージボスは鬼の列車を牽引して爆走する機関部。骨で出来た巨大な人面を持つ蟲といった姿で、大量に撒き散らす弾（風圧に押し流され、高速でこちらに飛来する）で攻撃してくる。HARDでは、設置砲台の射角が広く、しゃがんでやり過ごす事が出来なくなっている。
ステージ4：氷の宮殿
半壊した鬼列車機関部は、目と脚を失って線路上を滑走、慣性のまま破城槌となって城壁を粉砕。アベルは氷に包まれた魔界の宮殿に乗り込む。道中では上空から氷塊が落下し続け、破片を飛び散らせる。中ボスは特にいないが、破壊不能のギミックとして凍りついた巨大生物の下を抜けていくシーンがある。ステージボスはベイヤー。悪魔との契約を更新し、更なる異形と化して襲って来る。口から吐く火球のスピードが速く、パターン化が必須となる。HARDでは、落下氷の破片が増加している。
ステージ5：炎の回廊
前ステージから一転して、溶岩の海に浮かぶ灼熱の回廊が舞台となる。髑髏の頭を持つ炎の蛇、巨大なドラゴン、ブーメランを構えた鉄巨人など、大量の中ボスが配され、崩れる橋、迫る溶岩の壁などのトラップも数多い。最後の難関である。ステージボスは魔王の側近、アークデーモン。一画面を多い尽くす巨体を持つ。
ステージ6：魔王の玉座
前半は生物の体内じみた回廊に、これまでのステージで現れた中ボスたちが再登場する。最後にこのステージオリジナルの中ボスである蛇の魔獣を倒すと、遂に魔王がその姿を現す。

## 反響
本作はその難易度の高さが注目された。
Retro Gamerは「ガンアクション系『悪魔城ドラキュラ』」（"Castlevania with a Gun"）と呼び、日本のゲームに興味のあるプレイヤーにお勧めだとし、なぜ本作が海外展開されないのかを不思議がった 。
感動的なホラーの古典を支払う 永井豪 デビルマン 。
Nintendo Lifeでは10点満点中8点がつけられた。
4Gamer.netの早苗月 ハンバーグ食べ男も難易度の高さを認めた一方、一定のスコアを獲得すると残機が増える仕様、コンティニュー回数に制限がない、ボスの動きにパターンがあることなどから、無理ゲーではないとし、「手堅い佳作」だとしている。また、1面の背景から『スプラッターハウス』へのオマージュを感じられ、敵キャラクターのデザインが『悪魔城ドラキュラ』に近いと述べている。